# THE WORLD (漫画)
『THE WORLD』（ザ ワールド）は、獸木野生による日本の漫画。『Chara』（徳間書店）にて1999年より掲載開始。

## 概要
動物（人間を含む）の精霊の王「キング・オブ・ホワイト・ワイルド」と「キング・オブ・ブラック・ワイルド」の2人を主人公とする物語。全10話（5つの短編と5つのメインストーリー）からなるという構想の元に製作されている。ただし現時点では第1話から第9話の紹介に留まっており、作者自身も「約10話」としている。最新第6話「Skyscraper」までが雑誌にて発表、単行本に収録されている。
作者の特徴的な作風の一つであるスターシステムをこの作品でも採用している。キャラクターとしては、ホワイト・ワイルドに「PALM」シリーズにおけるジェームス・ブライアン、ブラック・ワイルドには「PALM」シリーズにおけるエティアス・サロニーがあてられている。
作者は、以前は「伸たまき」というペンネームだったが、本シリーズ発表の前後に改名しており、現在は「獸木野生」名義となっている。また最初に発表された「ルビー・ブラック 幸運の黒い猫」は、初の全編CG作品となっており、以後の作品もCG製作されている。

## シリーズ構成
- 第1話：ルビー・ブラック 幸運の黒い猫／"Ruby Black" THE LUCK CAT
- 第2話：コーの白／Sanctuary
- 第3話：花の贈りもの／Flowers,Cats and Kelpies
- 第4話：大いなる神の手／Great God Hands The Deer
- 第5話：架空の線／The Border or The World War
- 第6話：Skyscraper／スカイスクレイパー
- 第7話：HIDEAWAY／ハイダウェイ （未発表）
- 第8話：黒い斑 緑の縞／Black Spots and Green Stripes of The Jungle （未発表）
- 第9話：ダイヤモンドの夜／The Night of Diamonds  （未発表）

## エピソード紹介
『ルビー・ブラック 幸運の黒い猫／"Ruby Black" THE LUCK CAT』
シリーズ第1話。1999年発表。「Chara」（徳間書店）掲載。単行本「THE WORLD」第2巻に収録。
時を越え全生物の上に君臨する2人の精霊王。その一人、常に多くの奥方を持たずにはいられないブラック・ワイルドが、新しい奥方候補ルビー・ブラックを手に入れようとする。前世で人間の男に捨てられた彼女の心の傷を癒すため、彼女に最適な結婚相手を探していくという寓話風ファンタジー。
『コーの白／Sanctuary』
シリーズ第2話。2001年発表。「Chara」（徳間書店）掲載。単行本「THE WORLD」第1巻に収録。
厳しい自然環境を背景に雪原で生きる民族と、彼らが守り神と信じる2匹の狼（正体は精霊の王）を、因習と戦をモチーフに描いた中編ファンタジー。
『花の贈りもの／Flowers,Cats and Kelpies』
シリーズ第3話。2001年発表。「Chara」（徳間書店）掲載。単行本「THE WORLD」第2巻に同時収録。
「花と妖精」をモチーフにしたロマンチックファンタジー。テレビ画面のニュース・キャスターに対する恋で人間になったスミレの花と、老婆と暮らす猫に姿を変えた精霊の王ホワイト・ワイルドを描く。
『大いなる神の手／Great God Hands The Deer』
シリーズ第4話。2002年作品。「Chara」（徳間書店）掲載。単行本「THE WORLD」第3巻に収録。
中世を舞台に、人里離れた山の中にある精霊の王ブラック・ワイルドの城とその国が、山奥までも勢力を広げてきた人間達の侵略を受け、滅ぼされるまでを描くファンタジー。
『架空の線／The Border or THE WORLD WAR』
シリーズ第5話。2003年作品。「Chara」（徳間書店）掲載。単行本「THE WORLD」第4巻～第5巻に収録。
世界大戦の中、戦と女性差別によって自国を追われ、混乱した世界を放浪する少女と犬のファンタジーに精霊の王が絡む。帝国と連合軍の戦、分断された国家、虐殺、人種差別、人種撲滅など、実際の世界を下敷きにした架空の戦争が展開されていく。
『Skyscraper／スカイスクレイパー』
シリーズ第6話。2004年作品。「Chara」（徳間書店）掲載。単行本「THE WORLD」第5巻に同時収録。
元オリンピック・メダリストで何不自由ない富豪と、美貌の精神分析医の蹉跌を描くファンタジー。地球温暖化によって水没しかかっている世界の中で、何不自由ない生活と優れた資質を持ち成功の象徴Skyscraperを有する主人公、そしてやはり優れた能力を持つ女医がその善良さと理想故に苦悩し挫折してゆく。

## 書誌情報
- 獸木野生 『THE WORLD』 徳間書店〈Charaコミックス〉既刊5巻（2010年現在）
  - 第1巻・副題「コーの白」 2002年1月25日初版発行 ISBN 4-19-960175-9 表題作「コーの白」収録
  - 第2巻・副題「ルビー・ブラック」 2002年12月1日初版発行 ISBN 4-19-960201-1 表題作「ルビー・ブラック」および「花の贈り物」収録
  - 第3巻・副題「大いなる神の手」 2003年10月1日初版発行 ISBN 4-19-960228-3 表題作「大いなる神の手」収録
  - 第4巻・副題「架空の線1」 2004年6月1日初版発行 ISBN 4-19-960248-8 表題作「架空の線」収録
  - 第5巻・副題「架空の線2」 2004年6月1日初版発行 ISBN 4-19-960249-6 表題作「架空の線」および「Skyscraper」収録